# Mio figlio (film 1928)
Mio figlio (Мой сын, Moj syn) è un film del 1928 diretto da Evgenij Veniaminovič Červjakov.